# Kőpatak
Kőpatak (németül: Steinbach) Pörgölény nagyközség része Ausztriában, Burgenland tartományban, a Felsőpulyai járásban.

## Fekvése
Felsőpulyától 21 km-re délnyugatra a Gyöngyös-patak partján a régi magyar-osztrák határ mellett fekszik. Itt lépett be a patak egykor Magyarország területére.

## Története
A mai falu területén már 1608-ban említenek egy malmot a Gyöngyös patakon.
Kőpatak neve 1773-ban bukkan fel először, története során "Stampach, Stanpakk, Stanpack, Steinpoch" alakban szerepel az írott forrásokban. 1775-ben egy kis kápolna is épült itt, melyet Páduai Szent Antal tiszteletére szenteltek fel. 1896-ig Pörgölény filiája volt, utána a kúpfalvi plébániához tartozott. 1813-ban egy hatalmas árvíz pusztította a falut, melyben sok ház tönkrement. Egy nagy kő, melyet az ár ekkor sodort a mai tűzoltószerház közelébe ma is hirdeti a természet romboló erejét. 1881-ben egy osztályos iskola épült fel a településen. Mai modern iskoláját 1962 és 1964 között építették.
Fényes Elek szerint "Steinbach, német falu, Vas vmegyében, 153 kath. lak. F. u. h. Eszterházy. Ut. p. Kőszeg."
Vas vármegye monográfiája szerint "Kőpatak, kis határszéli falu Alsó-Ausztria felé, a Gyöngyös patak mellett, a Kőszegről Aspang felé tervezett vasút mentén, 31 házzal és 210 németajkú r. kath lakossal. Postája Pörgölin, távírója Léka. A községnél határszéli vámot szedtek azelőtt." Vas vármegye
1910-ben 197, túlnyomórészt német lakosa volt. A trianoni békeszerződésig Vas vármegye Kőszegi járásához tartozott. 1921-ben Ausztria Burgenland tartományának része lett. 1971-óta Pörgölény,  Kőpatak, Kúpfalva, Lantosfalva, Létér, Németgyirót és Salamonfalva települések együtt alkotják Pörgölény nagyközséget.

## Nevezetességei
- Páduai Szent Antal tiszteletére szentelt római katolikus temploma.
- Az egykori magyar-osztrák határt egy domborműves emlékkő jelöli.

## Külső hivatkozások
- Pörgölény hivatalos oldala
- A pörgölényi plébánia honlapja